# Stenochiton pilsbryanus
Stenochiton pilsbryanus is een keverslakkensoort uit de familie van de Ischnochitonidae. De wetenschappelijke naam van de soort is voor het eerst geldig gepubliceerd in 1896 door Bednall.